# Дорога (фільм, 2012)
«Доро́га» — український короткометражний фільм про підлітка-втікача, що шукає свою дорогу в житті.

## Сюжет
Історія про підлітка, який став непотрібним для своїх розлучених батьків. На небезпечному шляху від одного з батьків до іншого він зустрічає людину, водія вантажі́вки, в якому бачить ідеальний образ батька. Це дає йому доросле розуміння життя і визначає його шлях — маленька людина починає відкривати для себе великий світ.

## У ролях
- Євген Герасименко
- Євгеній Єфремов
- Світлана Штанько
- Віктор Глушков
- Дарій Бакуменко
- Сергій Клюшниченко
- Ігор Макарський
- Сергій Слюсаренко
- Максим Ступніков
- Слава-Леся Войневич

## Цікаві факти
- Стрічка заснована на реальних подіях, які відбувлися у США.
- Усі актори-підлітки у стрічці були відібрані з інтернатів.
- Виконавець головної ролі, Євген Герасименко ще до завершення постпродукції фільму, знайшов собі батьків у США.

## Нагороди
- 2013 Премія Одеського міжнародного кінофестивалю:
  - Приз «Золоті Дюк» за найкращий український короткометражний фільм — реж. Максим Ксєнда, Україна.[1]